# Новосёлки (Владимирский район)

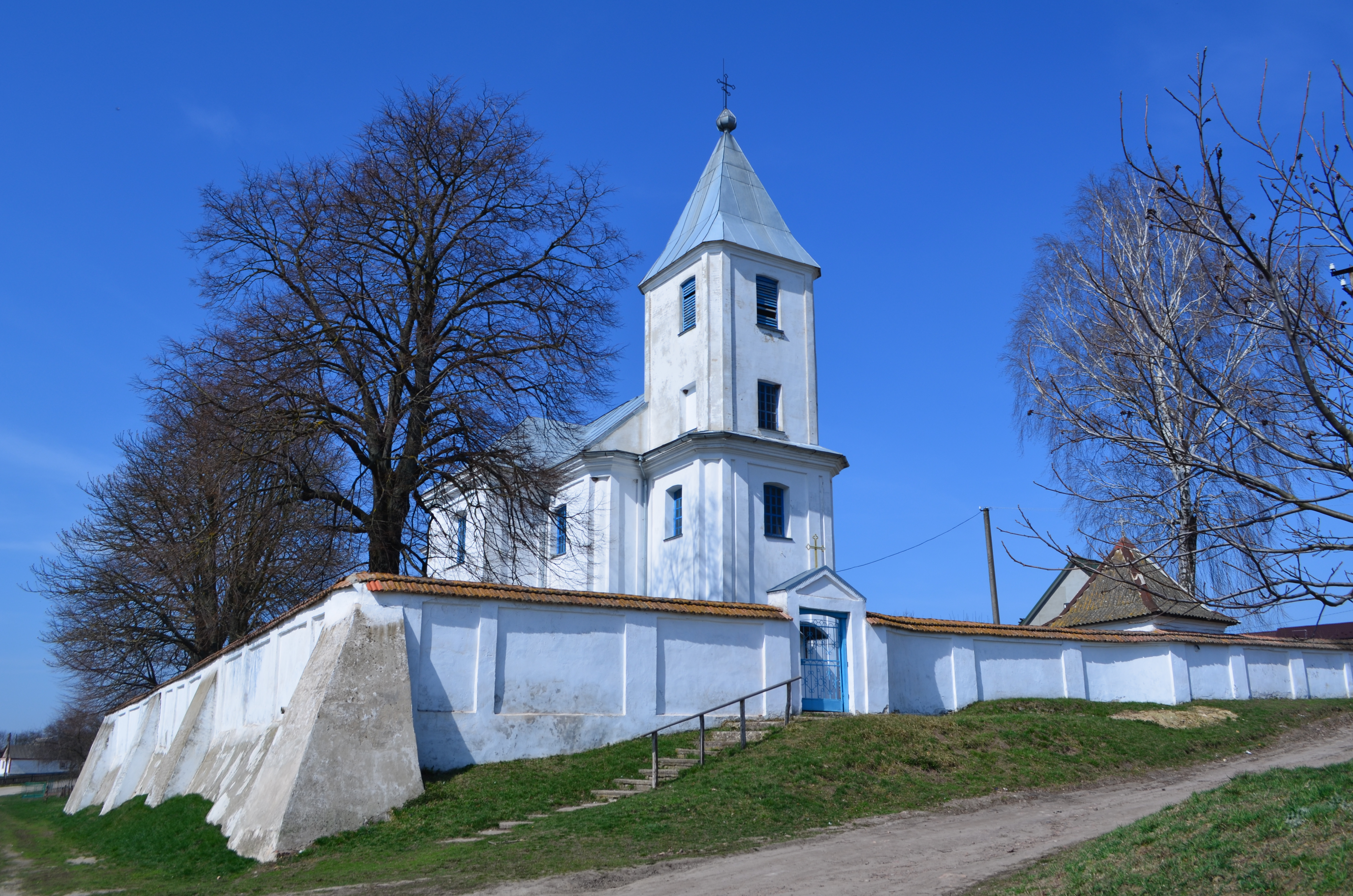
Петропавловская церковь

Новосёлки (укр. Новосілки) — село в Владимир-Волынской городской общине Владимирского района Волынской области Украины.
Население по переписи 2023 года составляет 423 человека. Почтовый индекс — 44741. Телефонный код — 3342. Занимает площадь 1,557 км².